# Shuffle!
Shuffle! (japanisch シャッフル！, Shaffuru!) bezeichnet ein von Navel entwickeltes Erogē-Ren’ai-Adventure. Shuffle! wurde ursprünglich als Spiel für Erwachsene am 30. Januar 2004 veröffentlicht. Fortgesetzt wurde das Spiel durch die zwei Ableger Tick! Tack! und Really? Really!. Zugleich wurde Shuffle! in diversen anderen Medien adaptiert. Dazu gehören zwei Mangareihen, eine Comic-Anthologie, zwei Adaptionen als Anime-Fernsehserie vom Animationsstudio Asread, sieben Light-Novels, sowie diverse Musikveröffentlichungen und Fanartikel.

## Handlung
Der 17-jährige Oberschüler Rin Tsuchimi lebt in einer Welt, in der die Welt der Götter und der Welt der Dämonen mit der Welt der Menschen seit 10 Jahren verbunden ist. So können Götter und Dämonen friedlich nebeneinander leben. Götter und Dämonen in dieser Serie sind nicht unsterblich, sondern einfach Namen für zwei unterschiedliche Rassen. Die Götter haben abstehenden Ohren, und die Macht „Gottzauberei“ (z. B. Heilung), auf der anderen Seite haben die Dämonen verlängerte Ohren und die Macht „Dämonzauberei“ (z. B. Zerstörung).
Eines Tages, ziehen die führenden Familien von Göttern und Dämonen in die Nähe von Rins Zuhause. Rin erfährt von den Oberhäuptern der beiden Familien, dass er der Kandidat ist, um eine der beiden Töchter zu heiraten: Lisianthus, die Prinzessin der Götterrasse und Nerine, die Prinzessin der Dämonenrasse. Diese Auswahl wird ihm erschwert durch die Tatsache, dass diese beiden nicht nur Prinzessinnen sind, sondern auch gute Freunde, welche ihn schon in der Vergangenheit zu einem besonderen Anlass getroffen haben.
Um das Ganze zu vervollständigen, gibt es noch Rins Kindheitsfreundin und Mitbewohnerin Kaede Fuyou, Rins Schulfreundin Asa Shigure, sein Klassenkamerad Itsuki Midoriba, die mit Iris-Heterochromie geborene Mayumi Thyme sowie die mysteriöse und meistens stille Primula.

## Charaktere
Rin Tsuchimi (土見 稟, Tsuchimi Rin)
Rin ist 17 Jahre alt und besucht als normaler Mensch die Verban National Academy High School. Rin ist ziemlich freundlich zu allen. Das ist seine größte Stärke, die ihn bei weiblichen Personen sehr beliebt macht, es ist jedoch auch seine größte Schwäche. Er verlor seine Eltern, zusammen mit Kaedes Mutter bei einem Autounfall. Das ist auch die Zeit, wo er Lisianthus und Nerine das erste Mal unabhängig voneinander getroffen hat. In beiden Fällen verloren sie ihren Vater, und Rin spielte mit ihnen, bis ihre Väter sie wiedergefunden hatten. Das ist der Grund wieso Lisianthus und Nerine sich in ihn verliebten, und später in die Menschenwelt zurückkehrten.
Lisianthus (リシアンサス, Rishiansasu)
Lisianthus, häufig kurz nur Sia genannt, ist die Prinzessin der Götter. Sie ist als möglicher Heiratskandidat für Rin in die Menschenwelt gekommen. Sie ist energiegeladen, enthusiastisch und oft etwas überstürzt. Sie ist eine großartige Köchin, hat aber in der Schule Probleme mit Englisch und Geschichte.
Nerine (ネリネ)
Nerine ist die Prinzessin der Dämonen. Auch sie ist wegen Rin in die Menschenwelt gekommen. Sie besitzt starke Dämonenmagie, wodurch sie schnell großen Schaden anrichten kann. Andererseits ist sie jedoch sehr schüchtern und überaus höflich und formell in ihrer Sprache. Im Konkurrenzkampf um Rin versucht sie sich ebenfalls beim Kochen, was ihr jedoch nicht sonderlich gelingt. Im Gegensatz zu Lisianthus besitzt sie ihre Stärken jedoch im Erlernen von Naturwissenschaften.
Kaede Fuyō (芙蓉 楓, Fuyō Kaede)
Kaede ist Rins Kindheitsfreundin, die mit ihm aufgewachsen ist und zusammen lebt, seitdem ihre Mutter und Rins Eltern bei einem Autounfall ums Leben gekommen sind. Seit einiger Zeit, nachdem sie mit der Mittelschule begonnen hat, kümmert sie sich hingabevoll um Rin. So organisiert sie allein den Haushalt und kocht für ihn.
Seit dem Tod ihrer Mutter bei dem Autounfall verfiel sie einige Monate in eine Psychose. Rin holte sie aus jener, indem er die Schuld an dem Tod ihrer Mutter und seiner Eltern auf sich nahm. Direkt darauf hasste Kaede Rin bis auf den Tod und versuchte mehrmals ihm zu verletzen oder gar zu töten. Damit durchlebt sie den emotionalen Wandel einer Yandere. Erst als sie herausfand, dass nicht er, sondern Kaedes Krankheit der Beweggrund zu einer unplanmäßigen Rückkehr war, verblasste ihr Hass auf ihn. Darauf glaubte sie, dass sie für den Tod ihrer Mutter verantwortlich sei und versuchte sich durch einen Sprung vor einen LKW selber zu töten, doch Rin rettete sie, wodurch in ihr Schuldgefühle aufflammten. Im Laufe der Jahre hat sich dadurch ein Komplex entwickelt, der Kaede dazu treibt für Rin zu leben und ihm zu dienen.
Asa Shigure (時雨 亜沙, Shigure Asa)
Sie ist ein Mensch mit dämonischer Mutter. Asa ist ein ziemlich energiegeladenes Mädchen und genießt ihr Leben als Kompensation für ihre kränkliche Verfassung. Sie traf Rin das erste Mal in der Mittelschule als Kaede den Kochkurs besuchte. Rin verbrachte danach viel Zeit in ihrem Haus, weil Kaede dort das Kochen lernte. Das war die Zeit in der sie sich in Rin verliebte.
Primula (プリムラ, Purimura)
Primula ist eine künstliche Lebensform in Form eines mysteriösen Mädchens, welches aus der Dämonenwelt gekommen ist, um Rin zu suchen. Sie ist eine Bekannte von Nerine und ein Produkt des Yggdrasil Projektes, in dem die Götter und Dämonen in Zusammenarbeit einen Weg suchen, Leben mit Magie zu beherrschen, also zum Beispiel Tote wieder ins Leben zurückbringen. Da Primula eine künstliche Lebensform ist, hat sie bei ihrem Auftreten in der Serie zuerst noch wenig Gefühle, lernt aber mit der Zeit immer mehr Emotionen zu zeigen.
Eustoma (ユーストマ, Yūsutoma)
Er ist der König der Götterrasse und Lisianthus Vater.
Forbesii (フォーベシイ, Fōbeshii)
Er ist der König der Dämonenrasse und Nerines Vater.
Itsuki Midoriba (緑葉 樹, Midoriba Itsuki)
Itsuki Midoriba ist ein Klassenkamerad von Rin, der stets ausgezeichnete Noten hat. Er ist ein ziemlicher Weiberheld, weswegen er oft mit Mayumi aneinander geräht. Sein größter Traum ist es sich einen Harem zu schaffen.
Mayumi Thyme (麻弓＝タイム, Mayumi Taimu)
Mayumi Thyme ist eine Klassenkameradin von Rin und Halbdämonin. Auffällig an ihr sind ihre verschiedenfarbigen Augen und ihre flachen Brüste (vgl. Pettanko), die sie stolz mit „Flache Brüste sind ein Statussymbol! Sie haben Seltenheitswert!“ (貧乳はステータスだ! 希少価値だ!, Hinnyū wa sutētasu da! Kishō kachi da!) kommentiert. Diese Aussage fand dann Einzug in den Sprachgebrauch der Otaku-Subkultur und wurde diesbezüglich auch in Folge 10 des populären Animes Lucky Star zitiert.

### Synchronisation
| Rolle        | japanische Sprecher (Seiyū) | japanische Sprecher (Seiyū) | japanische Sprecher (Seiyū)       | japanische Sprecher (Seiyū) |
| Rolle        | PC                          | PS2                         | Hörspiel                          | Anime                       |
| ------------ | --------------------------- | --------------------------- | --------------------------------- | --------------------------- |
| Rin Tsuchimi | –                           | –                           | Hikaru Midorikawa Tomokazu Sugita | Tomokazu Sugita             |
| Lisianthus   | Rumiko Sasa                 | Sayaka Aoki                 | Sayaka Aoki                       | Sayaka Aoki                 |
| Nerine       | Yuki Matsunaga              | Haruka Nagami               | Haruka Nagami                     | Haruka Nagami               |
| Kaede Fuyō   | Ran Tōno                    | Yūko Gotō                   | Yūko Gotō                         | Yūko Gotō                   |
| Asa Shigure  | Sumire Takarazuka           | Miki Itō                    | Miki Itō                          | Miki Itō                    |
| Primula      | Minami Hokuto               | Hitomi                      | Hitomi                            | Hitomi                      |
| Mayumi Thyme | Nasumi Katori               | Miki Inoue                  | Miki Inoue                        | Miki Inoue                  |
| Kareha       | Yura Hinata                 | Yura Hinata                 | Yura Hinata                       | Yura Hinata                 |

## Entstehung und Veröffentlichungen
Das Spiel erschien am 30. Januar 2004 für Windows. Am 20. Oktober 2005 folgte eine jugendfreie Version namens Shuffle! On the Stage für die PlayStation 2, entwickelt von VRidge und vertrieben von Kadokawa Shoten. Am 15. August 2009 erschien eine englische Fassung des Originalspiels bei MangaGamer.
Die Fortsetzungen des Computerspiels waren Tick! Tack! das am 16. September 2005 erschien und Really? Really! das am 24. November 2006 erschien. Von letzterem erschien am 25. Juni 2009 eine jugendfreie Fassung für das Nintendo DS durch Kadokawa Shoten.

## Adaptionen

### Manga
Es wurde ebenfalls in mehreren Manga-Reihen adaptiert. Shuffle! – Days in the Bloom von Shiroi Kusaka (日下 皓) wurde kapitelweise im Mangamagazin Comptiq während der Ausgaben 12/2003 vom 10. November 2003 bis 12/2006 vom 10. November 2006 veröffentlicht. Vom 8. Juli 2004 bis zum 10. Januar 2007 erschienen diese in 6 Bänden zusammengefasst beim Imprint Kadokawa Comic Ace. Vom 8. Juli 2004 bis zum 10. Dezember 2005 erschienen beim selben Imprint Shuffle! Comic à la carte (SHUFFLE! コミックアラカルト) in 5 Bänden. Diese Reihe gilt als offizieller Anthologie-Comic des Spiels und besitzt daher keinen namentlich genannten Autor. Am 25. September 2004 erschien der Manga Shuffle! in einem Band beim Imprint Missy Comics von Ōzora Shuppan.

### Anime
Zum Spiel erscheinen 2 Animes. Der erste mit 24 Episoden wurde von 7. Juli 2005 bis 5. Januar 2006 auf WOWOW gezeigt. Der zweite Shuffle! Memories mit 12 Folgen stellt eine alternative Handlung dar und lief vom 7. Januar bis 25. März 2007 auf Chiba TV und mit ein bis drei Tagen Versatz währenddessen auch auf TV Saitama, TV Kanagawa, KBS Kyōto, SUN-TV, Tokyo MX und TV Aichi. Beide wurden unter dem Regisseur Naoto Hosoda vom Studio asread animiert.

### Light Novel
Von 2004 bis 2006 erschienen bei Kadokawa Shoten 7 Light Novels, je eine für die weiblichen Charaktere Lisanthus, Nerine, Kaede, Asa, Primula, Kareha und Mayumi.